# CLANNAD动画集数列表
《Clannad》动画版由Key社制作的同名游戏改编而成，由京都動畫制作，石原立也导演，志茂文彦负责剧本，池田和美负责人物设计。动画故事围绕着男主角岡崎朋也遇到比他年长一岁的古河渚之后发生的故事展开。
《Clannad》第一季共有24集，前23集为常规剧集，在2007年8月至2008年3月之间首播，最后一集是作为OVA于2008年7月发售。2007年12月19日，波麗佳音开始陆续发售动画DVD。DVD总共有八卷，每卷包含三集，直到2008年7月16日，这八卷DVD才全部被发售完成。版权持有者Sentai Filmworks授权了Clannad系列动画，且Section23 Films以包含了12话的该动画的前半季套装开始本地化并分销了这一系列及OVA，其中包含了英文字幕、日文配音，无英文音轨，于2009年3月发售。包含剩余剧集的后半季套装在2009年12月8日发售。Sentai Filmworks和Section23 Films于2010年6月15日以一套完整合集的形式发售了包含OVA和英文配音的整季《Clannad》版本。
一個命名為《CLANNAD 〜AFTER STORY〜》的動畫系列由第一季原班製作人員出品，且聲優与第一季相同。此动画改編了《CLANNAD》遊戲當中After Story部分的故事情節，延續了渚的劇情。《Clannad After Story》共有25话，其中有24话于2008年10月至2009年3月期间在日本上映。最后一话以OVA的形式包含在第8张DVD中，于2009年7月发售。这些剧集刻录成一套含有8块DVD碟合集，日本于2008年12月至2009年7月期间发售。Sentai Filmworks也授权了《Clannad After Story》，且Section23 Films以包含了12话的该动画的前半季套装开始本地化并分销了这一系列及OVA，包含了英文字幕，于2009年10月发售。包含剩余剧集的后半季套装在2009年12月发售。Sentai Filmworks于2011年4月19日以一套完整合集的形式发售了包含英文配音的整季《Clannad After Story》版本。
剧集中除使用了主题曲之外，两部动画当中的其余配乐也是从为《CLANNAD》视觉小说发布的几张专辑当中抽取的，包括《CLANNAD ORIGINAL SOUNDTRACK》、《Mabinogi》、《-Memento-》、《Sorarado》和《Sorarado Append》。其中《Sorarado Append》的专辑封面图取自动画第一季片尾曲的最后一个镜头。这包括在第一季的剧集中使用的四个插曲，包括用于第9话的《风之少女》、《Ana》（轶事），用于第18话的《Over》和用于第22话且是视觉小说结束主题曲的《形影成双》。

## Clannad
京都动画计划发行的24集中， 23集在电视上播出，前22集为常规剧集，之后的一集为番外篇。最后一集以OVA的形式在第8张DVD中于2008年7月16日发行，讲述的是游戏的智代线里朋也和智代交往的故事。OVA剧集于2008年5月31日预览，针对通过邮寄明信片活动挑选的四百人的观众。放送时间最初于2007年8月11日在東京放送控股的TBSアニメフェスタ公布，这也是第一话被展示的日子。剧集在東京放送控股的日本電視聯播網于2007年10月4日至2008年3月27日以4:3的画面比例播出。此动画也于BS-i日本电视网以16:9的画面比例在2007年10月26日至2008年4月4日期间播出。此系列动画以一套8碟DVD合集的方式在日本於2007年12月19日至2008年7月16日期间由Pony Canyon發行，每個光碟包含三集。一套CLANNAD的蓝光光碟于2010年4月30日在日本发售。
版權持有者Sentai Filmworks授權了CLANNAD系列動畫，且Section23 Films以包含了12話的該動畫的前半季套裝開始本地化並分銷了這一系列及OVA，其中包含了英文字幕、日文配音，無英文音軌，於2009年3月發售。包含剩餘劇集的後半季套裝在2009年12月8日發售。Sentai Filmworks和Section23 Films於2010年6月15日以一套完整合集的形式發售了包含新的英文配音的整季Clannad 版本。
剧集中总共使用了两首主题曲，一个是片头曲，一个为片尾曲。片头曲名为《欢乐岛（cuckool mix 2007）》，由日本音乐组合eufonius演唱。这首歌曲是视觉小说原作的开场曲《欢乐岛》之重混。片尾曲为日本歌手茶太演唱的《团子大家族》。《团子大家族》由视觉小说当中古河渚的角色曲改编而来，此首曲目也被改编为视觉小说中After Story剧情的结束曲《小小的手心》。
| 01 | 櫻花飛舞的坡道上 （）  | 石原立也          | 石原立也   | 池田和美   | 0 | 2007年10月4日  |
| 在去光坂高等學校的路上，高三年级的男主角岡崎朋也期待自己碌碌无为的生活能够有转机，偶然遇到了一位在坡道上自言自语的奇怪少女——古河渚。午餐时间，岡崎朋也了解到古河渚因为身体虚弱的原因而复读。此时转校生坂上智代在操场击退了两个骑摩托车的暴走族。下午放学后，岡崎朋也去古河渚的面包店并在她家吃晚餐。 |                        |                   |            |            |   |                |
| 02 | 最初的一步 （）        | 石立太一          | 北之原孝將 | 高橋博行   | 0 | 2007年10月11日 |
| 古河渚想要重建演剧部，岡崎朋也则帮助她制作宣传海报并粘贴在学校的公告栏上。在这一天，岡崎朋也遇到了两个女生，一个是天才少女一之瀨琴美，经常待在图书馆里；另一个是用小刀雕刻木雕而伤到手的伊吹风子，岡崎朋也因此也没收了她的小刀。冈崎朋也告诉古河渚他是因为篮球特长而被录取的，因此古河渚邀请岡崎朋也明天一起打篮球。但是次日下雨，岡崎朋也和春原陽平翘课并待在宿舍里。出于担心，岡崎朋找到了在操场上冒着雨等待他的古河渚，岡崎朋也告诉古河渚他在初中三年级的时候和父亲岡崎直幸打架而伤到右臂，导致右臂不能抬高过肩膀，因此无法投篮。一向来身体虚弱的古河渚也因为淋雨而晕倒。 |                        |                   |            |            |   |                |
| 03 | 流淚之後再來一次 （）  | 坂本一也          | 三好一郎   | 植野千世子 | 0 | 2007年10月18日 |
| 事后，岡崎朋也去看望古河渚，了解到了她的身体状况。离开古河面包店后，冈崎朋也帮助一个奇怪的电工解决了纠纷并收到了电工的名片，春原陽平随后认出这位名为芳野祐介的电工曾经是很流行的职业歌手。第二天，冈崎朋也把小刀还给了伊吹风子，并和春原阳平发现了藤林杏的宠物——一只名为牡丹的幼年野猪。放学后，冈崎朋也和古河渚到资料室找资料并结识了资料室的志愿管理员——二年级的资优生宮澤有紀寧。随后冈崎朋也通过扮演一个新社员的角色向古河渚提问，以帮助她变得自信一些。 |                        |                   |            |            |   |                |
| 04 | 尋找夥伴吧 （）        | 石原立也          | 石原立也   | 西屋太志   | 0 | 2007年10月25日 |
| 冈崎朋也在学校再次遇到伊吹风子，风子邀请朋也参加她姐姐的婚礼，不过朋也并不感兴趣。朋也以给春原阳平古河家制作的面包为代价使得春原阳平帮忙招募部员。古河渚向藤林杏和藤林椋两姐妹寻求帮助，朋也邀请坂上智代和一之瀨琴美加入演剧部，但智代因为要竞选学生会长而没有答应，琴美则没有给出明确回应。随后，渚和朋也去找风子，渚发现风子和伊吹公子老师的妹妹同名，而风子也不清楚为何自己会在学校里。因为伊吹公子老师的妹妹在从入学典礼回来的路上因遭遇交通事故而昏迷入院，于是渚和朋也想起来学校里关于「遭遇交通事故的学生的幽灵」的说法。 |                        |                   |            |            |   |                |
| 05 | 雕刻裡的風景 （）      | 荒谷朋惠          | 荒谷朋惠   | 高橋真梨子 | 0 | 2007年11月1日  |
| 朋也和渚去见公子老师，不过风子拒绝一同前往，公子说她今天刚刚去医院探望妹妹，并对自己的婚事表示犹豫。渚让风子寄宿在自己家里，并帮助风子雕刻海星。在学校，朋也和渚帮助风子分发木雕海星。不过在开学典礼上和风子有一面之缘并谈过几句话的三井因为学业原因拒绝收下木刻海星。随后，一直在美术教室捡木头、在空教室雕刻海星、从来没有上过课的风子表示想去上课。于是朋也、渚、春原阳平、藤林杏和藤林椋扮演风子的同学，由风子扮演班长，由早苗扮演老师上了一节课。 |                        |                   |            |            |   |                |
| 06 | 姊妹的創立者祭 （）    | 高雄統子          | 高雄統子   | 池田晶子   | 0 | 2007年11月18日 |
| 黄金周过后，朋也和渚邀请公子去参加创立者祭。在创立者祭上，风子在D班和E班共同设立的咖啡厅中当服务员，送出了更多的木雕海星。随后，三井也因为被风子的坚持所打动，并表示如果婚礼当天不是临近考试便去尽量参加。最后，公子到达学校，却无法感知到风子的存在。 |                        |                   |            |            |   |                |
| 07 | 星形的心情 （）        | 北之原孝將        | 北之原孝將 | 堀口悠紀子 | 1 | 2007年11月18日 |
| 朋也和渚使公子认识到风子很期待她和芳野祐介的婚事。风子和朋也到图书室成功地把木雕海星送给了琴美。放学后，渚和朋也去找公子询问风子在出事前的性格，公子表示风子很内向，不愿和同龄人交流，于是公子逐渐故意对风子持冷漠态度以给风子制造在学校交朋友的动力。在开学典礼那一天早上，风子表示会在学校努力交朋友的，不过在回来的路上便遭遇交通事故。朋也和渚向幸村俊夫老师商量了有关于在学校举行婚礼的事情，俊夫表示此事可行。朋也和渚把此事转告给公子，公子表示谢意后告知朋也和渚说风子的病情恶化并可能永久昏迷。当朋也去宿舍找阳平时，阳平说他观察到学校里的一些学生开始看不到风子并忘记收到木雕海星这件事。 |                        |                   |            |            |   |                |
| 08 | 消逝於黃昏中的風 （）  | 石原立也 石立太一 | 石立太一   | 高橋博行   | 1 | 2007年11月22日 |
| 越来越多的人淡忘了风子，其中包括风子的朋友。首先，春原阳平去医院看望风子之后便忘记了学校中风子的存在，紧接着是藤林杏和藤林椋，阳平在朋也的帮助下只记起了点滴。为了安慰风子，朋也和渚带风子去买生日礼物。回到面包店时，秋生和早苗因为也去医院而看不到风子。最后，朋也和渚决定和风子到学校过夜。 |                        |                   |            |            |   |                |
| 09 | 直到夢的盡頭 （）      | 三好一郎          | 三好一郎   | 植野千世子 | 1 | 2007年11月29日 |
| 朋也、渚和风子晚上在教室提前庆祝了婚礼。次日早上朋也和渚也看不见风子了，不过总感觉忘记了一件很重要的事，最后在幸村俊夫的帮助下记起来了。婚礼当天，之前收到风子礼物的人都如约而至，风子也把自己的祝福传达给她姐姐并向朋也和渚表达谢意，随后便消失了。此后，虽然学生们淡忘了风子，却隐隐约约记得风子是一个在经常校园里跑来跑去的可爱女孩。朋也也相信风子在某一天终将醒来。 |                        |                   |            |            |   |                |
| 10 | 天才少女的挑戰 （）    | 武本康弘          | 武本康弘   | 西屋太志   | 2 | 2007年12月6日  |
| 由于没有新成员加入演剧部，所以朋也再次去找琴美谈论关于加入的事情，并带她到校园内到处转并帮助她结识朋友。放学后，朋也把藤林杏、藤林椋和琴美带到演剧部的活动室，经过介绍后，藤林椋、琴美加入了演剧部，杏一开始并不感兴趣，但看到妹妹很开心，便也加入了。这时，琴美突然被音乐室的小提琴声所吸引。拉小提琴的女生把小提琴借给琴美，不过琴美却拉出了非常刺耳的琴声。 |                        |                   |            |            |   |                |
| 11 | 放學後的狂想曲 （）    | 荒谷朋惠          | 荒谷朋惠   | 高橋真梨子 | 2 | 2007年12月13日 |
| 琴美被小提琴所吸引，但是技术却没有提高，因此总是拉出刺耳的声音。杏提了一个提议，让琴美练习拉小提琴并在两天后放学后举行独奏表演。独奏表演前一天，朋也到图书室找琴美并和她一起吃自制的美味苹果派。一会儿后，朋也睡着了并做了一个很奇怪的梦。在独奏表演当天，渚的父母、宿舍管理员相樂美佐枝和其他几十个同学都出席了。不过事实上琴美的琴声仍然十分刺耳。当琴美和她的朋友回家时，一个奇怪的男人出现并接近了琴美随后又离开了，琴美对此表现出十分害怕。 |                        |                   |            |            |   |                |
| 12 | 被隱藏的世界 （）      | 高雄統子          | 高雄統子   | 池田晶子   | 2 | 2007年12月20日 |
| 琴美把小提琴还给了仁科理惠并和她成为了朋友，琴美也开始去教室上课而不是像之前那样整天待在图书室中。周末，杏邀请朋也、渚、椋和琴美一起去逛街，在玩夹娃娃机时，杏总是夹不到最大的那一只，这时风子出现了，不过他们对风子只有一种似曾相识的感觉而已。次日早上，渚发现了公交车发生交通事故，误以为是椋乘坐的那一辆。庆幸的是椋乘坐的是下一辆车，且出事故的那辆公交车上面是空车而无人受伤。然而琴美看到这一幕却表现出十分惶恐，随后也早退回家了。朋也他们向老师询问原因，老师以隐私为由只给了他们琴美的地址。放学后，朋也、渚、杏和椋去琴美家，不过却没有得到回应。朋也跟随着一只黑蝴蝶遇到了之前那个奇怪的男人，通过交谈，朋也了解到那个男人是琴美父母的朋友。随后，朋也凭着感觉从后院进入琴美家中，并记起了小时候的事情。                                                             |                        |                   |            |            |   |                |
| 13 | 回憶中的庭園 （）      | 北之原孝將        | 北之原孝將 | 堀口悠紀子 | 3 | 2008年1月10日  |
| 朋也意识到小时候他便结识了琴美并成为她唯一的朋友，不过朋也自己却忘了这件事。在小时候琴美生日前几天，答应给她买玩具熊的父母因为工作需要去往美国因此无法给她庆祝生日。生日当天晚上，她父母的同事来到琴美家，告诉她说她的父母遭遇飞机失事，重要论文也沉入海底，希望找到论文的副本。但琴美认为那个人是为了夺走她父母最珍贵的东西，于是她到书房把桌面上的一封文件烧掉。如今琴美一直把自己关在房间里，于是朋也决定整理杂草丛生的庭院，把它恢复到之前的样子。渚、杏和椋得到了之前那把小提琴，不过在路上被骑摩托的人撞坏了，朋也和她们找到一家乐器店修理，不过需要一定的时间才能修好。 |                        |                   |            |            |   |                |
| 14 | 萬有理論 （）          | 石立太一          | 石立太一   | 秋竹齊一   | 3 | 2008年1月17日  |
| 回想起当年琴美的那次生日，朋也原本答应带朋友去给她庆祝，不过后来因为邀请不到朋友而羞愧，于是没有去琴美家，直到晚上他才决定去她家，此时书房已经着火了。琴美父母的那个同事也随后到达并把火扑灭。而现在，朋也连夜整理庭院后因为劳累而趴在院子里的桌子上睡着了。当琴美回到学校时，朋也、渚、杏、椋以及琴美父母的那个同事兼合法监护人都在学校等她。其实飞机失事当天琴美的父母已经买好了玩具熊，在最后时刻，他们把玩具熊和给琴美的生日祝福信装进了行李箱中并附上「If you find this suitcase, please take it to our daughter. K&M」的英文说明。这个行李箱在漂泊了很多国家，经过很多人之手后最终到达日本回到琴美手中。琴美也被告知当年她烧毁了那个信封并不是重要论文的副本而是玩具熊的种类列表，因为她父母登机前还一直在修改论文，根本没有时间存副本。琴美抱着玩具熊，最终也节哀顺变了。 |                        |                   |            |            |   |                |
| 15 | 困擾的問題 （）        | 坂本一也          | 米田光良   | 植野千世子 | 3 | 2008年1月24日  |
| 为了帮助古河渚重建演剧部，她的朋友们也都报名参加，以获得重建的资格，但是他们仍然需要一位辅导老师，所以他们去询问幸村俊夫 。然而他已经准备担任合唱部的辅导老师。因此古河渚与仁科理惠讨论幸村俊夫应该辅导演剧部还是合唱部。第二天，古河渚在她的桌子中找到一封恐吓信，春原陽平发现这是理恵的朋友杉坂所为。当杉坂向古河渚说明了理惠的过去之后，渚选择放弃重建演剧部，但这让陽平和杏感到不满。在校期间朋也和陽平去宫泽有紀寧处消磨时光，有紀寧给了陽平一个与篮球相关的主意。之后，柔道部的两名队长纠缠智代加入柔道部。風子出现，但是并没有帮到什么忙，倒是朋也成功帮助智代拜托了柔道部队长的纠缠。接下来的一天，陽平建议朋也和渚打一场篮球赛，以让合唱部退让，但朋也不断拒绝他的请求。放学后，朋也和渚遇见了陽平的妹妹春原芽衣。                                                      |                        |                   |            |            |   |                |
| 16 |                        | 武本康弘          | 武本康弘   | 西屋太志   | 4 | 2008年1月31日  |
| 春原芽衣到达阳平的宿舍后，就帮他哥哥打扫了房间，晚上芽衣就寄宿在古河渚家中。为了和篮球部的人打三人篮球赛，阳平和朋也请了杏作为帮手，并让合唱部的成员过去观看。上半场和一年级的篮球部成员比赛，领先了11分。下半场对方换了人所以比分被追上了，在最后的几秒里，朋也被撞倒的过程中，在渚的「冈崎同学，投篮啊！」的喊声下投进了球。比赛过后芽衣也回去了。 |                        |                   |            |            |   |                |
| 17 | 不在的空間 （）        | 坂本一也          | 山田尚子   | 高橋真梨子 | 4 | 2008年2月7日   |
| 篮球赛过后，合唱部决定和演剧部一起让俊夫老师做指导老师，不过学生会否决了这个做法。这时古河渚再次昏倒以致几天没去上学，而朋也认为如果智代当上学生会长就能够让演剧部复活。这时智代开始每天去叫朋也和阳平起床使得他们不再迟到，而杏继续创造椋和朋也接触的机会，例如一起吃午餐。在资料室，朋也按照有纪宁的指引「使用了魔法」，本来没有当真的朋也真的和杏被关在器材室里面，后来朋也按照之前有纪宁说的方式解除了魔咒，得以离开。放学后校外的混混来找智代的麻烦，智代和他们打了起来，此时老师过来了，朋也把责任全部承当了。 |                        |                   |            |            |   |                |
| 18 | 逆轉的秘技 （）        | 高雄統子          | 高雄統子   | 池田晶子   | 4 | 2008年2月14日  |
| 朋也被勒令停学了，智代早上去叫他起床并为他做早餐。而杏则是带椋和朋也出去逛街，在玩占卜游戏时，他和椋的占卜结果是互为朋友。星期天，琴美、智代、杏、椋甚至风子都给朋也做了便当，使得朋也不知道吃哪个好。而学校这时有传言说智代是不良暴力女，于是朋也通过体育比赛的方式让智代改良了形象，放学后，智代提起她转学到这个学校并竞选学生会长是为了保护学校附近的樱花林，因为她的弟弟为了劝阻父母离婚而跳河受伤，出院后表示想多和家里人到这片樱花林下散步。渚也回到学校上课。在智代和网球部成员的网球赛中，网球击中了渚的腿，朋也扶渚到医务室。智代意识到朋也喜欢渚，杏和椋也因为此事而哭了。最终智代成为了学生会长。 |                        |                   |            |            |   |                |
| 19 | 新的生活 （）          | 北之原孝將        | 北之原孝將 | 堀口悠紀子 | 5 | 2008年2月18日  |
| 在智代的帮助下，俊夫老师同时成了合唱部和演剧部的指导老师，使得两个社团得以成立。朋也的老师去他家家访以跟他父亲讨论升学与就业问题，不过直幸说朋也君的未来由他自己决定。渚看到这一幕，便提议朋也到自己家里居住一段时间，因为她认为如果朋也和他父亲分开居住一段时间，就能够通过分开的寂寞来找回亲情之爱。放学后，朋也发现渚家里有几个小孩子，并发现早苗在家里开辅导班。而古河渚则隐隐约约觉得自己小时候做了对不起父母的事，不过却想不起来，她父母则表示是渚自己在胡思乱想。 |                        |                   |            |            |   |                |
| 20 | 隱藏的過去 （）        | 坂本一也          | 石立太一   | 秋竹齊一   | 5 | 2008年3月6日   |
| 朋也听了渚所讲的「幻想世界的少女」这个她用于表演的故事后，觉得似曾听过却想不起来，便去询问了渚的父母和有纪宁，但是他们也没有任何了解。秋生告诉了朋也有关于他们夫妇年轻时因为要照顾体弱多病的渚而放弃了自己的梦想，而渚的一次十分严重到威胁到生命的高烧使得他们夫妇决定辞去原来的工作去开面包店，以便更好地保护渚，而秋生也要求朋也对这些事情保密。星期日古河一家人决定出去玩，而朋也觉得这是他们家庭内部的聚会，自己这个外人不应该加入，于是当天早上便留了纸条说明原因后就到阳平的宿舍去了。不过最后阳平把朋也劝回去了，让朋也和古河一家一起去玩。由于他们等朋也花了很长时间，所以只能去打棒球而没法出远门了。在打球的时候，渚无意间表达出对朋也的爱意。 |                        |                   |            |            |   |                |
| 21 | 面向學園祭 （）        | 米田光良          | 米田光良   | 植野千世子 | 5 | 2008年3月13日  |
| 渚和她的朋友继续为了表演而准备，例如找背景音乐、调试灯光、背台词等等。秋生则找了一圈戏剧表演的录像带，渚被里面的剧情所感动，再加上这是渚第一次看戏剧表演。学园祭前一天进行了节目彩排，彩排进行得很顺利。彩排当天凌晨，渚到杂物棚里找手电筒，因为碰倒了原本没有放稳的箱子而发现了她父母过去的照片和日记。渚了解到她父母的过去后十分自责，精神状态大受影响。 |                        |                   |            |            |   |                |
| 最終回 | 形影成雙 （）          | 武本康弘          | 武本康弘   | 西屋太志   | 6 | 2008年3月20日  |
| 渚了解到她父母的过去之后十分自责，认为是自己毁灭了父母的梦想。表演当天，渚没能发挥，在舞台上落泪，她的朋友都很着急。这时后秋生冲进来，大喊着告诉渚「儿女的梦想就是父母的梦想」，在观众席中的早苗和后台的朋也也对渚进行了鼓励，最终渚擦干眼泪，最终使得表演顺利完成。表演结束后，朋也发现渚邀请了直幸前来观看。星期天，朋也约渚出去玩，并在教室里向渚表白，渚开心感动得落泪了。 |                        |                   |            |            |   |                |
| 番外篇 | 暑假的故事 （）        | 山田尚子          | 山田尚子   | 高橋真梨子 | 6 | 2008年3月27日  |
| 暑假到了，芽衣又来看望阳平，并帮助打理面包店。了解到朋也和渚的关系后，芽衣决定让他们变得更加亲密，所以给渚出了几个主意，期间也闹了一些笑话。 |                        |                   |            |            |   |                |
| OVA | 另一個世界 智代篇 （） | 高雄統子          | 高雄統子   | 堀口悠紀子 | 6 | 2008年7月16日  |
| 这集讲述的是另一条路线的故事，在这条路线里面，已经成为学生会长的智代和朋也是恋人关系。不过由于朋也的声誉不好，因此流言蜚语开始在学校传开。智代由于学生会的工作而渐渐忙碌起来，和朋也在一起的时间也稍微变少了。学生会的一个男生指责朋也和智代的恋人关系阻碍了智代的前途，于是朋也怀着复杂的心情和智代分手。时间一天天过去，智代树立起来威望，樱花林最后也免于砍伐，朋也和阳平把智代的种种成就看在眼里。毕业典礼结束后，朋也在路上遇到了智代，智代说她一直在观察着朋也，发现分手后的日子里朋也一直在努力，从而更喜欢他了。最终智代表示会和朋也在一起，他们两人再次成为恋人。 |                        |                   |            |            |   |                |

## CLANNAD 〜AFTER STORY〜
一个标题为Clannad After Story的动画系列由第一季原班制作人员出品，并且包含与第一季同样的聲優，改编了CLANNAD游戏当中的After Story的故事情节，延续了渚的剧情。第二季的24话于2008年10月3日至2009年3月26日以4:3的画面比例在日本TBS上映。这24话当中有22话是常规剧集，第23话为番外篇，最后一话则是系列中的精彩部分的总集篇。Clannad After Story也在2008年10月24日起以16:9的画面比率上映。这些剧集在2008年12月3日至2009年7月1日以8卷汇编DVD的形式发售。这8卷DVD包含一集原創動畫錄影帶（OVA），并被置于一个动画中朋也和杏约会的平行世界中。这集OVA在2009年3月24日面向有限的人员进行了预览。
版权持有者Sentai Filmworks授权了Clannad After Story 系列动画，且Section23 Films以包含了12话的该动画的前半季套装开始本地化并分销了这一系列及OVA，其中包含了英文字幕、日文配音，无英文音轨，于2009年10月20日发售。包含剩余剧集的后半季套装在2009年12月8日发售。Sentai Filmworks于2011年4月重新发售了包含英文配音的Clannad After Story 版本。
剧集中使用了两首主题音乐，一首为片头主题曲，名为“铭刻时间的歌”（日語：時を刻む唄），改编自同一曲调的“到同一个高度”（日語：同じ高みへ）；一首为片尾主题曲，名为TORCH。两首主题歌均由Lia演唱。 
| 01 | 向結束的夏天說再見 | 石原立也          | 石原立也          | 米田光良         | 池田和美          | 7  | 2008年10月3日  |
| 当岡崎朋也和他的女朋友古河渚以及她的妈妈观看古河秋生打棒球时，朋也做着关于他的过去的梦。暑假现在结束了，第二学期也开始了。秋生要求朋也为一个当地的对抗临近商铺棒球队的比赛组建一支队伍。朋也能招募到演剧部的藤林杏和一之濑琴美，春原陽平和他的妹妹春原芽衣，以及坂上智代、相乐美佐枝及芳野祐介。朋也的队伍成功在早期得到领先，但秋生被一个飞过来的球棒砸伤了腿，渚作为父亲的替补担任投手。他们的对手在临近比赛结束时赶上了他们。比赛最后朋也得到了一个打点，赢得了比赛。 |                    |                   |                   |                  |                   |    |                |
| 02 | 尋找虛假的愛情     | 石立太一          | 石立太一          | 不適用           | 池田和美          | 7  | 2008年10月10日 |
| 陽平仍然没有高中毕业后的计划，从这以后他的妹妹芽衣就开始担心他。芽衣也暂时住在渚家。朋也从陽平的简短的话里想到一个主意，要一个女孩假装陽平的女朋友，以让芽衣不再担心。陽平同朋也和渚询问了琴美、智代，以及宫泽有紀寧，但没人能够帮他。古河早苗听说到了陽平的烦恼，并决定成为他的假女朋友，如果这能帮助他转向正确的人生方向。然而陽平仍然相信早苗是渚的姐姐，而非母亲。当芽衣见到了她哥哥的所谓的女朋友时，早苗打扮成了朋也的高中的学生。 |                    |                   |                   |                  |                   |    |                |
| 03 | 交錯的心           | 山田尚子          | 山田尚子          | 不適用           | 堀口悠紀子        | 7  | 2008年10月17日 |
| 在朋也、渚和芽衣的陪伴下，阳平和早苗出去约会，即使早苗看起来是一个十分可靠的女朋友，芽衣仍然对她哥哥不放心，同时芽衣也感觉阳平不如之前那样关心她了。为了激起阳平作为一个哥哥的责任，芽衣谎称来这里是为了见她的男朋友，不过阳平却无动于衷。而朋也和芽衣上街玩的时候遇到了阳平，便假装成芽衣的男朋友，阳平对此表示出气愤，同时又十分冷漠。芽衣看到她哥哥现在这个样子，便提议让她哥哥重新加入足球部。 |                    |                   |                   |                  |                   |    |                |
| 04 | 和那天一樣的笑容   | 米田光良          | 米田光良          | 不適用           | 秋竹齊一          | 8  | 2008年10月24日 |
| 陽平沒有去上學，他的朋友以及芽衣都對此很擔心。在資料室，朋也說陽平是因為受不了足球部裏面的高年級學生欺負而跟他們打架並退出的。儘管杏勸說他們不要跟足球部的人打交道，朋也、渚和芽衣還是決定去請求足球部的人讓陽平重新入社，卻遭到他們一頓嘲諷，回到教室後，朋也看到陽平還是對他妹妹漠不關心，便與他吵了起來。隨後，芽衣再次去請求足球部的人，足球部的人則以幫忙撿球為條件，並屢次故意把球踢出場外讓他們去撿。撿完球後足球部的人食言了，並把芽衣弄哭。此時陽平沖了進來，跟朋也一起和足球部的人打了一架。打完架後，朋也因為不滿於陽平對妹妹冷漠，於是和陽平打了起來，陽平則是表示是因為覺得朋也能夠保護好芽衣才這樣。第二天上學路上，朋也和陽平兩人相遇，看到對方臉上的傷都笑了起來，並和好如初。陽平去古河家時才發現原來早苗是渚的母親而非姐姐。             |                    |                   |                   |                  |                   |    |                |
| 05 | 你曾在的季節       | 武本康弘          | 北之原李将        | 不適用           | 西屋太志          | 8  | 2008年10月31日 |
| 朋也和渚去看望陽平，然後美佐枝和智代也來了。美佐枝單獨和朋也、渚介紹了關於秋遊的事情，想給他們的介紹約會的好地點，這時朋也漸漸睡著了。畫面轉到美佐枝還是個三年級學生的時候，她遇到了一個名叫志麻賀津紀的奇怪的男孩，他說因為美佐枝在幾年前曾經鼓勵過生病住院的他，因此他可以為她實現一個願望。美佐枝喜歡一個叫五十嵐的男生，但是她不知道，五十嵐已經有女朋友了。五十嵐要賀津紀告訴她，但是賀津紀無法直接這麼做，並且開始哭泣。美佐枝看到了五十嵐和他的女朋友在一起，明白了事情的真相；美佐枝跑開了，丟下賀津紀。 |                    |                   |                   |                  |                   |    |                |
| 06 | 一直在妳身旁       | 坂本一也          | 坂本一也          | 不適用           | 高橋真梨子        | 8  | 2008年11月7日  |
| 克服了五十嵐之后，美佐枝开始和賀津紀闲逛，并开始爱上他。賀津紀潜入学校，去看美佐枝作为学生会长，是如何处理事务的。一天，賀津紀在和美佐枝的两个朋友佐紀和由紀去了他家之后，他明白了自己并非真正的志麻賀津紀，只是一只被志麻賀津紀临终前受托给美佐枝实现愿望的猫的化身。在秋日祭，美佐枝承认她已经爱上了賀津紀，但在那个晚上，美佐枝许下要和賀津紀一直在一起的愿望之后不久，賀津紀就消失了。朋也醒来之后，他明白了这只猫向他展示了这一切。之后，每个人都去了秋日祭。朋也带渚在这里约会，此时猫和美佐枝出现了。之后朋也告诉了美佐枝一些志麻賀津紀未能告诉她的事情。一颗光玉，就像賀津紀声称自己拥有的能实现愿望的光出现在夜空中。 |                    |                   |                   |                  |                   |    |                |
| 07 | 她的家             | 坂本一也          | 坂本一也          | 不適用           | 高橋真梨子        | 9  | 2008年11月14日 |
| 朋也、渚和陽平发现，由于宫泽有紀寧在小镇里的两股敌对势力的成员受伤之后给予帮助，有紀寧因此得到了这两股势力的尊重。她的哥哥宫泽和人是其中一个团伙的首领，有一个叫勇的男孩找到她这里，目的是找到似乎是在和人的团伙当中的一人约会的他的姐姐。 陽平在开始时向勇假装自己就是宫泽有紀寧的哥哥宫泽和人，但当有紀寧和朋也、渚和陽平一起带着勇去到她的哥哥的团伙成员闲逛的那家酒吧之后，真相被揭露了。和人在一场车祸中救了他的一个朋友，他却因此开始住院。陽平回家时，敌对势力的三个成员将陽平误认为和人，并且试图与朋也和陽平打斗，但是智代一手停止了他们的这场打斗。 |                    |                   |                   |                  |                   |    |                |
| 08 | 英勇的戰鬥         | 石立太一          | 石立太一          | 不適用           | 植野千世子        | 9  | 2008年11月21日 |
| 智代告知有纪宁和其他人，听说如果两个团伙之间的形势如果变得更糟，那么警察就将介入他们的斗争。有纪宁跟随朋也向另一个团伙尝试讨论停止战争，试图避免一个因误会而导致的斗争，头目决定和有纪宁的哥哥和人展开斗争。阳平勉强地去代表和人，但和其他人一样，都在吃了早苗的面包之后失去了行为能力。所以没有吃面包的朋也与敌对团伙的头目展开了斗争。有纪宁扮成和人以结束这场战斗，最终大家才知道和人已经过世了一段时间了，并且他的愿望是结束小镇中的战争。在墓地，有纪宁表示出了对死去了的哥哥的尊重，敌对的团伙也加入其中。随着敌对问题的解决以及小镇和平的恢复，朋也目睹一颗光玉升到空中。 |                    |                   |                   |                  |                   |    |                |
| 09 | 坡道的途中         | 北之原孝將        | 北之原孝將        | 不適用           | 西屋太志          | 9  | 2008年11月28日 |
| 朋也和他的朋友们临近毕业，并在谈论毕业之后的去向。杏想当一名幼儿园老师，椋希望去一家护理学校，琴美想到美国留学，阳平则想当一名模特。朋也仍然没有什么打算。渚再次生病，这让她没有办法去学校以及参加考试，并且不幸的是，她又要重读一遍高三。朋也在渚的生日给她带来了一个毛绒团子，而他们的朋友也因圣诞夜前去看望。在毕业的那天，因幸村俊夫打算退休了，朋也回到渚家，她希望和朋也手牵着手一起散步。 |                    |                   |                   |                  |                   |    |                |
| 10 | 開始的季節         | 山田尚子          | 山田尚子          | 不適用           | 高橋博行          | 10 | 2008年12月5日  |
| 朋也毕业后不久就想变得更独立，并首先在古河面包店工作，以实现这一目标。同时，渚也开始了她的新一个学年，尽管她没交到几个朋友，并且她重建演剧部的尝试也失败了。朋也最终从渚家搬到他自己的一个小公寓；多亏了椋，让朋也作为一名电工与芳野佑介一同工作。当第一天的工作结束之后，完全精疲力竭的朋也回到了他的新家，几乎无法在和渚共进晚餐时保持清醒。 |                    |                   |                   |                  |                   |    |                |
| 11 | 約定的創立者祭     | 米田光良          | 米田光良          | 不適用           | 秋竹齊一          | 10 | 2008年12月12日 |
| 朋也担心上司知道了他的肩膀有伤后会开除他，于是便隐瞒了伤势，佑介发现了这件事并帮朋也保守秘密。朋也答应去参加渚的创立者祭，但由于工作太忙，同时又不想让佑介承当他的工作，便决定继续工作。于是当朋也完成工作赶到学校时，创立者祭已经结束了。朋也的负责任行为得到了同事的尊重与肯定，朋也也更加投入于工作中。 |                    |                   |                   |                  |                   |    |                |
| 12 | 突發事件           | 高雄統子          | 高雄統子          | 不適用           | 高橋真梨子        | 10 | 2008年12月19日 |
| 芳野佑介告诉了朋也一些他过去的事情，以及他在高中时是如何遇到伊吹公子的。毕业之后，佑介成为了一个成功的创作歌手，但最终一切都崩溃了，他开始吸食毒品。当他返回这座城市，并在多年之后首次与公子重逢时，他后悔没有为了她继续歌唱下去。令人激动的消息是，朋也被提供了一家大公司的一个经理职位，然而这个决定最终未能实现，因为他的父亲冈崎直幸在一个不好的时期被捕。他为父亲现在还在扰乱自己的生活而感到愤怒。渚设法使他冷静下来，让他不伤害自己。朋也最后向渚求婚，她接受了。 |                    |                   |                   |                  |                   |    |                |
| 13 | 畢業               | 坂本一也          | 坂本一也          | 不適用           | 植野千世子        | 11 | 2009年1月8日   |
| 冈崎朋也想向古河家提婚，但是古河秋生要求冈崎朋也先击中他扔出的棒球才同意和他讨论事情。冈崎朋也因此苦练，在多次失败后最后终于在大雨中打出全垒打，他提出要和古河渚结婚的请求也得到了古河秋生的同意。几个月后，圣诞节到来，古河渚也年满20岁了。随着第三学期的到来，古河渚再度发烧，庆幸的是，古河渚能够顺利毕业，不过当天不能出席毕业典礼。几天后，冈崎朋也招集了之前的同学和幸村俊夫老师、伊吹公子老师到学校庆祝古河渚的毕业。冈崎朋也在古河渚的陪同下去探望狱中的父亲，得到了父亲的祝福。 |                    |                   |                   |                  |                   |    |                |
| 14 | 新的家庭           | 石立太一          | 石立太一          | 不適用           | 西屋太志          | 11 | 2009年1月15日  |
| 朋也和渚结婚后开始了同居生活。经过仁科理惠和杉坂的介绍，渚开始在学校附近山坡的一家新开的餐厅做服务员。秋生和朋也去渚工作的地方看望她，并赶跑了几个想欺负渚的人。回到家中，渚告诉朋也说学校里的老建筑物即将被拆除，朋也对此感到很失落，因为那里包含着许多演剧部的美好回忆。朋也和渚到古河面包店，秋生向朋也展示了他在拍到的渚在工作时候的照片。这时，渚有呕吐现象，早苗说渚极有可能是怀孕了。 |                    |                   |                   |                  |                   |    |                |
| 15 | 夏日將盡之際       | 北之原孝將        | 北之原孝將        | 不適用           | 堀口悠紀子        | 11 | 2009年1月22日  |
| 渚希望能够在家里生下孩子，因为她想让自己和朋也成为第一个接触到孩子的人，于是早苗让一位叫八木的助产士帮忙。随后早苗告诉朋也说因为渚的身体很虚弱，所以分娩的时候可能会很困难，甚至会有生命危险。虽然如此，但渚还是决定要生下小孩。秋生把朋也带到一片草地，并告诉朋也说当时渚濒临死亡，而秋生把渚抱到那里对天祈祷，然后渚奇迹般地苏醒过来。秋生表示不管遇到了什么困难，他和早苗都会一直和渚、朋也同在，因为他们是一家人。朋也和渚到河边散步，并决定给他们的孩子起名为「汐」。 |                    |                   |                   |                  |                   |    |                |
| 16 | 白色的黑暗         | 山田尚子          | 山田尚子          | 不適用           | 高橋博行          | 12 | 2009年1月29日  |
| 冬天到来，之前的同学去看望朋也和渚。琴美提到了她关于「另外一个世界」研究，这时朋也想起了当时在学校渚的那次戏剧表演。渚在分娩前的几个月里再次发烧了。在一个下大雪的日子里，渚的分娩期提前了，也来不及送往医院，因此就在家中产子，不过这导致了渚的死亡。朋也十分自责，认为如果自己没有认识渚、没有和渚结婚就不会这样，他关于一家三口人一起生活的梦想也破灭了。 |                    |                   |                   |                  |                   |    |                |
| 17 | 夏天的時間         | 米田光良          | 米田光良          | 不適用           | 秋竹齊一          | 12 | 2009年2月2日   |
| 渚去世后的五年里，朋也把汐寄养在秋生家，自己则过着工作、吸烟、喝酒的机械性生活。有一天，朋也和早苗一起去镇子里闲逛，早苗则邀请朋也一起去家族旅行。到了去旅行的那一天，朋也来到古河面包店发现早苗和秋生都出去了，只有汐在家里。于是朋也陪汐度过了一天的时间，然而早苗和秋生仍然没有出现，而汐则很想出去旅行。于是朋也问汐是否愿意和他一起去旅行，汐同意了，于是朋也便带汐出去玩。 |                    |                   |                   |                  |                   |    |                |
| 18 | 大地的盡頭         | 高雄統子          | 高雄統子          | 不適用           | 高橋真梨子        | 12 | 2009年2月12日  |
| 旅行途中，朋也给汐买了个机器人玩具。次日，他们到一片花田里玩耍，不过汐把机器人玩具弄丢了，找了很久都没有找到。而朋也突然觉得这个地方有点眼熟，于是凭着感觉往前走并遇到了他的奶奶冈崎史乃。奶奶告诉朋也有关他父亲的过去：敦子因车祸去世后直幸的唯一依靠是朋也，并经常给朋也买玩具和零食，不过朋也长大后，直幸的唯一依靠也就没有了。这时，朋也意识到比起他的父亲，他自己才是一个不称职的父亲。回到花田中时，汐仍然没有找到那个机器人玩具。当朋也让汐放弃时，汐表示这个机器人玩具是独一无二的，因为这是他父亲送给她的第一个玩具。朋也这时意识到了之前的过错并决定要保护好汐。在回去的车上，朋也给汐讲了关于渚生前的事情。 |                    |                   |                   |                  |                   |    |                |
| 19 | 歸家之路           | 坂本一也          | 坂本一也          | 不適用           | 植野千世子        | 13 | 2009年2月19日  |
| 旅行回来之后，朋也和汐在渚的父母家住了一天，然后朋也把汐带回自己的公寓生活。有一天，朋也带汐出去散步时遇到了伊吹公子，她的妹妹风子已经苏醒过来并出院了。随后，朋也带汐去看望直幸，并表达了他对父亲的谢意和歉意，也成功劝说直幸回到他原来居住的乡村去和朋也的奶奶一起生活。这时，汐注意到一颗光球出现了并被吸收进了朋也的身体。 |                    |                   |                   |                  |                   |    |                |
| 20 | 汐風的遊戲         | 石立太一          | 石立太一          | 不適用           | 西屋太志          | 13 | 2009年2月26日  |
| 朋也送汐去幼儿园时遇到正在担任老师的杏，而之前的宠物野猪牡丹已经长大了并成为幼儿园的宠物。上班的时候祐介说风子想去找汐玩，朋也同意了。晚上睡前，朋也唱着团子大家族的歌哄汐入睡。风子来到朋也家后陪汐玩得很开心。第二天，杏告诉朋也说学校将要举办学校运动会，家长也会参加，朋也于是就开始锻炼。一天晚上，汐独自出去漫步遇到了风子，随后又走到了新建的光坂综合医院。风子问汐问什么要来这里，汐说没有为什么。第二天，朋也在古河面包店和秋生和早苗一起为运动会做准备时，汐突然因发烧而晕倒了。 |                    |                   |                   |                  |                   |    |                |
| 21 | 世界的終結         | 北之原孝將        | 北之原孝將        | 不適用           | 堀口悠紀子        | 13 | 2009年3月5日   |
| 汐患上了和渚一样虚弱的病，于是朋也决定辞去工作以照顾汐。汐表示想和朋也再去旅行一次，朋也表示在汐的病好了之后再带她去。秋生想给朋也一些钱，不过被朋也谢绝了，秋生告诉朋也说每个男人都有他要守护的东西。几个月后，冬天到来了，圣诞节也随之而至，然而汐仍然发着烧。汐再次请求朋也带她再进行一次旅行，朋也最终同意了。他们离开公寓后，外面开始飘雪，看到雪景，朋也回想起了渚的死亡。汐在雪中迈着艰难的步伐，最终病情恶化，倒在朋也的怀中离开了人世。朋也在极度悲伤中再次崩溃。 |                    |                   |                   |                  |                   |    |                |
| 最終回 | 小小的手心         | 石原立也 山田尚子 | 石原立也 山田尚子 | 不適用           | 池田和美 高橋博行 | 13 | 2009年3月12日  |
| 幻想世界中身体虚弱的少女无法成功建造飞行机器，在雪中死亡了，这时她也能够听到她所建造的机器玩偶所说的话。少女告诉机器玩偶说他们也存在于另外一个世界。少女哼起了团子大家族的歌，世界开始消失，少女对机器玩偶喊了一声「爸爸」后也和机器玩偶一起消失了。时间回溯到最初朋也和渚在校园坡道上相遇的时候，跟渚擦肩而过后，朋也转身追上并抱住了渚，渚对此感到很开心，因为朋也没有选择和渚成为陌生人。这时，时间又回到了渚生下汐的那一刻，不过这一次渚奇迹般地没有生命危险。在给汐洗完澡后，窗外飘满了无数的光玉。朋也和渚就这样把汐养大，过着幸福的生活。五年之后，公子带风子去新开的医院复检，风子说会有一个人在等着她，随后就跑进了树林里，幻想世界的少女正在树下睡觉。当风子走近的时候，在树下睡觉的人是汐，风子表示想和她成为朋友。于是欢乐的时光就这样开始了。 |                    |                   |                   |                  |                   |    |                |
| 番外篇 | 一年前的事         | 米田光良          | 米田光良          | 不適用           | 秋竹齊一          | ×  | 2009年3月19日  |
| 这一集讲述的是渚和朋也相遇前的故事，这时渚刚升上三年级，朋也刚升上二年级，且刚刚分班。渚内向的性格使得在新的班级里交不到朋友。当朋也和阳平忙于对杏搞恶作剧之时，他们无意中伤到了渚。渚被朋也和阳平为新生设置的恶作剧金属盘撞击之后，渚的一个同学发现了和她交谈的机会，并且和她成为了朋友。渚保留下了恶作剧中朋也写下的保持自信的信息的条幅，因为她感觉这个条幅让她成功地交到了一个新朋友。 |                    |                   |                   |                  |                   |    |                |
| 總集篇 | 蒼綠的樹下         | 第1季及第2季全部  | 第1季及第2季全部  | 第1季及第2季全部 | 第1季及第2季全部  | ×  | 2009年3月26日  |
| 朋也告诉汐自己从第一次见到渚，直到汐出生且渚幸存下来之后这一段时间发生的事情。当故事的过程中汐睡着的时候，朋也开始清楚地回想起一系列更加悲惨的情况。在复述结束之时，朋也和睡着了的汐、風子出现在一棵树下，此时他们正在野餐。汐刚刚醒来，渚就叫他们三个是时候回家了。 |                    |                   |                   |                  |                   |    |                |
| OVA | 另一個世界 杏篇    | 高雄統子          | 高雄統子          | 石立太一         | 高橋真梨子        | ×  | 2009年7月1日   |
| 在另外一个时间线，椋承认了自己对朋也的爱意，并且他们都开始了约会。然而不久朋也就注意到杏举止不正常，并面对她。杏承认她也爱着朋也，但是她从未坦白过，因为她很害怕被拒绝，或是伤害到椋。这产生了一个朋也、杏和椋之间的不安的三角恋，使朋也最终承认他爱杏。随着已经知道了朋也更爱杏的事实，椋鼓励杏鼓起勇气承认对朋也的爱。椋与朋也分手，没有感到难受，想要珍惜他们共同度过的美好和痛苦的回忆。之后朋也和杏正式成为夫妻。 |                    |                   |                   |                  |                   |    |                |